# Echipa națională de minifotbal a României
Echipa națională de minifotbal a României este prima reprezentativă a României și se află sub controlul Federația Română de Minifotbal (FRMF).Selecționata de minifotbal a României este cea mai titrată națională în istoria Campionatelor Europene de Minifotbal , cu un palmares de 6 titluri adjudecate. Cel mai recent trofeu continental a fost câștigat de echipa României la Campionatul European de Minifotbal din Croația 2015. Totodată, România este singura echipă care a participat la toate turneele finale ale Campionatelor Europene de Minifotbal.
În 2010, la prima ediție România a câștigat primul său titlu european de minifotbal, reușită pe care o va repeta in fiecare ediție până la europeanul de minifotbal din 2016 când în optimi este eliminată de selecționata Angliei.
România reușește să câștige Campionatul European de Minifotbal și din poziția de țară gazdă in ediția 2011, împotriva naționalei a Cehiei la loviturile de partajare cu 5-4, după un 3-3 în timp regulamentar.
În ediția 2023, România reușește sa câștige primul titlu de Campioană Mondială la Minifotbal după ce ”Tricolorii” au învins în finală selecționata Kazahstanului la capătul unei partide dramatice, încheiată la loviturile de departajare. A fost 2-2 după 60 de minute de joc și 12-11 la loviturile de departajare.

## Palmares
Campionatul European de Minifotbal
 Campioni (6): 2010, 2011, 2012, 2013, 2014, 2015
 Finaliști (3): 2018, 2022, 2024
 Campionatul Mondial de Minifotbal
 Campioni (1): 2023
 Bronz (2): 2015, 2019

## Finale câștigate de România
| Campionatul Mondial de Minifotbal 2023  |                     |            |
| Finala                                  |                     |            |
| România                                 | 2 - 2 (12- 11 pen.) | Kazahstan  |
| Campionatul European de Minifotbal 2015 |                     |            |
| Finala                                  |                     |            |
| România                                 | 5 - 1               | Croația    |
| Campionatul European de Minifotbal 2014 |                     |            |
| Finala                                  |                     |            |
| România                                 | 1 - 0               | Slovenia   |
| Campionatul European de Minifotbal 2013 |                     |            |
| Finala                                  |                     |            |
| România                                 | 2 - 0               | Croația    |
| Campionatul European de Minifotbal 2012 |                     |            |
| Finala                                  |                     |            |
| România                                 | 2 - 1               | Muntenegru |
| Campionatul European de Minifotbal 2011 |                     |            |
| Finala                                  |                     |            |
| România                                 | 3 - 3 (5-4 pen.)    | Cehia      |
| Campionatul European de Minifotbal 2010 |                     |            |
| Finala                                  |                     |            |
| România                                 | 8 - 0               | Slovacia   |

### Numărul de medalii
- European

| Aur | Argint | Bronz | Total |
| --- | ------ | ----- | ----- |
| 6   | 3      | 0     | 9     |

- Mondial

| Aur | Argint | Bronz | Total |
| --- | ------ | ----- | ----- |
| 1   | 0      | 2     | 3     |

## Vezi și
- Echipa națională de fotbal a României

## Legături externe
- World Minifootball Federation website
- @WMFWorldCup